# Dagney Mellgren
Dagny Mellgren (Stavanger, 19 juni 1978) is een voormalig voetbalspeelster uit Noorwegen.

## Statistieken
| Seizoen | Club            | Land             | Competitie | Wedstrijden | Doelpunten |
| ------- | --------------- | ---------------- | ---------- | ----------- | ---------- |
| 2003/04 | Klepp IL        | Noorwegen        |            |             |            |
| 2005/06 | Boston Breakers | Verenigde Staten | WUSA       |             |            |
| Totaal  | Totaal          | Totaal           | Totaal     | --          | --         |

Laatste update: september 2021

## Interlands
Mellgren speelde vanaf 1999 tot 2005 voor het Noors vrouwenvoetbalelftal.
Op de Olympische Zomerspelen van Sydney in 2000 behaalde ze de gouden medaille, toen het Noors vrouwenvoetbalelftal het toernooi won. Ze scoorde de golden goal in de finale, maar het doelpunt is controversieel omdat er voorafgaand aan het doelpunt een moment van hands geweest zou zijn.
Op het Europees kampioenschap voetbal vrouwen 2005 was Noorwegen verliezend finalist tegen Duitsland, en maakte Mellgren het enige doelpunt in de finale voor Noorwegen.